# Museo de Madinat al-Zahra

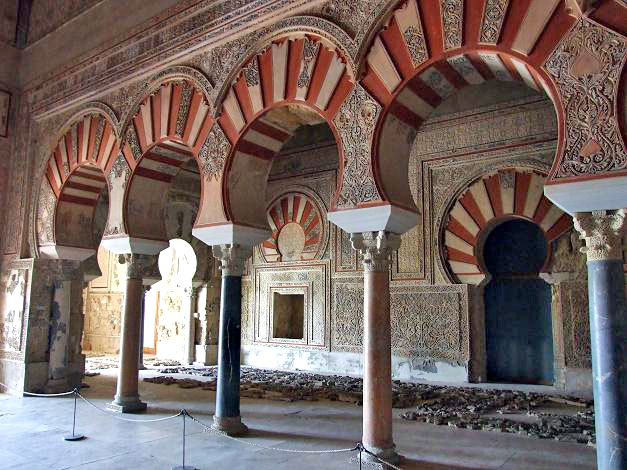
Abd ar-Rahman III:s mottagningshall.

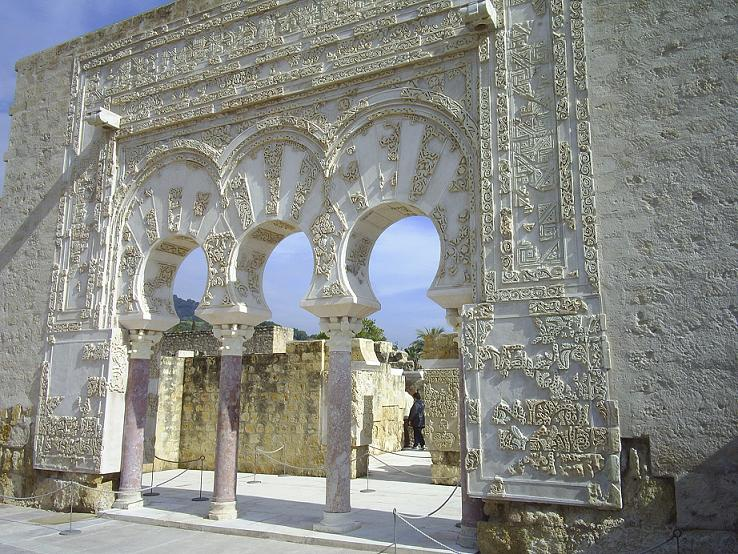

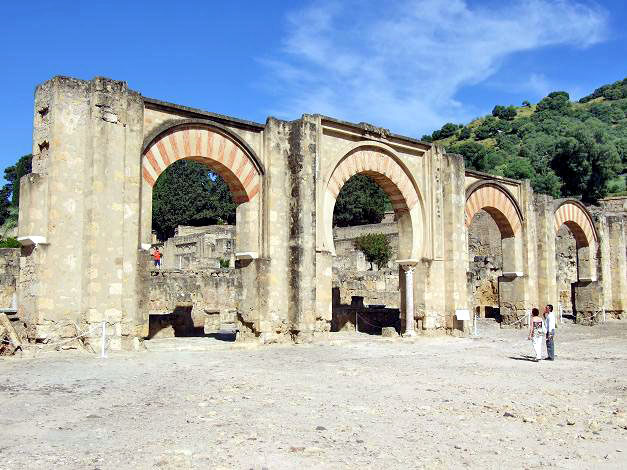
Portik.

Museo de Madinat al-Zahra är ett arkeologiskt museum väster om Córdoba i Spanien, som drivs av Junta de Andalucía, Consejería de Cultura.
Madinat Al-Zahra, "blommornas stad", är ruinerna av en vidsträckt, befäst arabisk palatsstad som byggdes av Córdobas kalif Abd ar-Rahman III 912–961. Den var de facto-huvudstad i Andalusien, det arabiska Spanien. I staden fanns ceremoniella mottagningshallar, moskéer, trädgårdar, regeringskontor, ett myntverk, verkstäder, kaserner, bostadshus och bad. Staden försörjdes med vatten genom akvedukter.
Det närbelägna museet ritades av Fuensanta Nieto och Enrique Sobejano på Sobejano Arquitectos 2001-03, byggdes 2005-08 och invigdes i oktober 2009. Den har en utställningsyta på 9.125 kvadratmeter. Det fick 2012 priset European Museum of the Year Award.
Museet, som har en utställningsyta på 9.125 kvadratmeter, fick också Aha Khan Award for Architecture 2010.